# Furmint

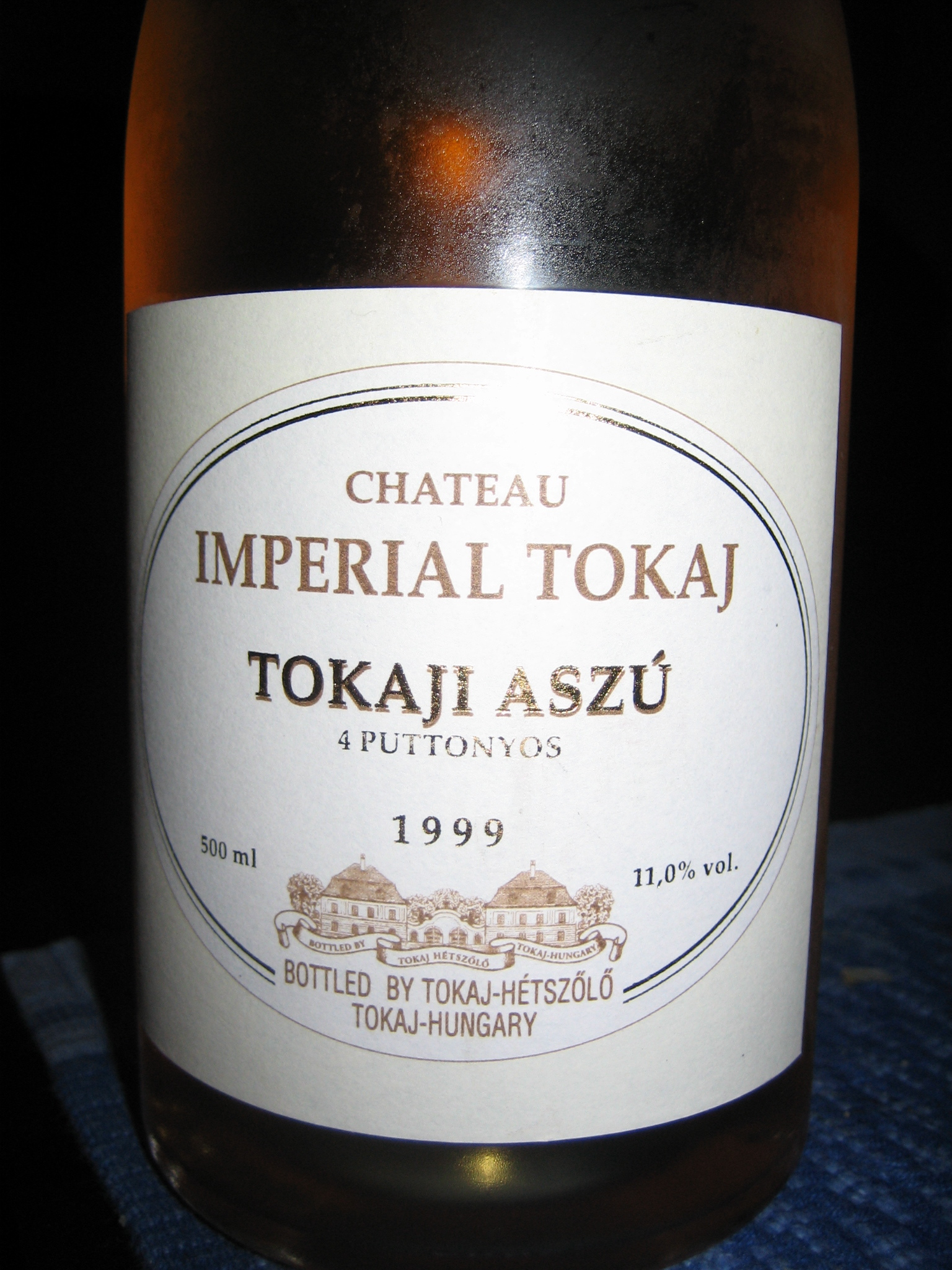
Tokaj Aszú – wino wytwarzane ze szczepu Furmint

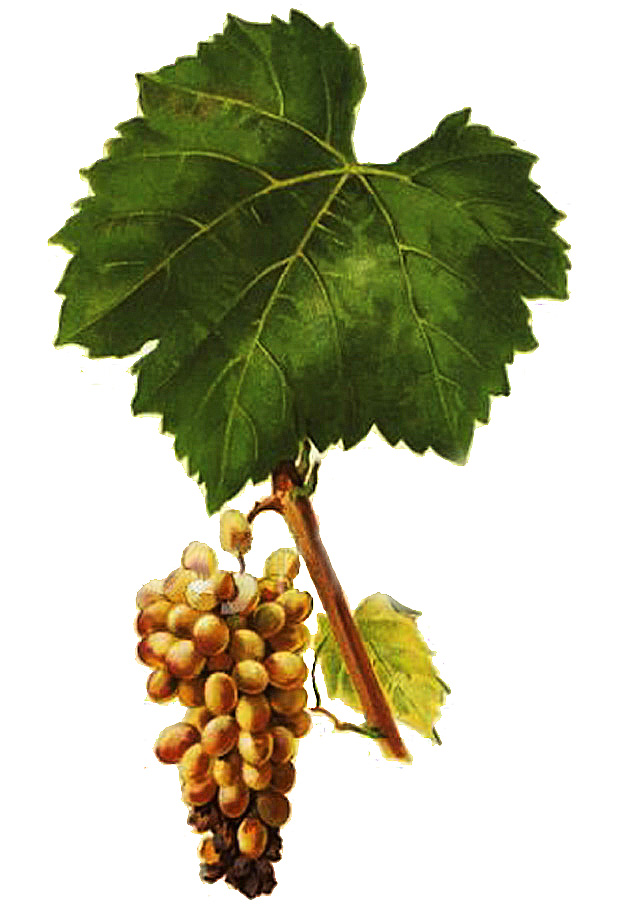
Furmint w atlasie Viali i Vermorela

Furmint – biały szczep winnej latorośli, pochodzący prawdopodobnie z Węgier i rozpowszechniony w tokajskim regionie winiarskim, gdzie zajmuje 70% winnic. Popularne są wina typu tokaj aszú. Uprawiany jest również w mniejszym stopniu w Słowenii (pod nazwą šipon), na Słowacji, w Austrii (pod nazwą mosel) i w innych krajach.

## Pochodzenie
Przyjmuje się, że furmint pochodzi z Węgier. Uprawa furmint w Tokaju jest wzmiankowana już w źródłach z 1611 roku. Istnieje kilka hipotez, które sugerują, że na Węgry furmint trafił z Włoch, jednak po weryfikacji nie znajdują one potwierdzenia.
W 2012 ustalono, że odmiana jest naturalną krzyżówką starej odmiany gouais blanc (znanej także jako heunisch weiß) i alba imputotato. Pokrewieństwo z gouais blanc było udowodnione już wcześniej. Naturalnym potomkiem odmiany jest inna klasyczna tokajska odmiana, hárslevelű, a hodowcy uzyskali z furminta kilka nowych, przede wszystkim węgierską odmianę zéta (oremus). Enolodzy wyróżnili cztery typowe warianty furminta o tym samym kodzie genetycznym, ale różnej charakterystyce.

## Charakterystyka
Furmint dojrzewa późno, lecz wcześnie wypuszcza pąki. Jest dość wrażliwy na przymrozki. Owoce cechują się wysoką kwasowością. Furmint wyróżnia się charakterystycznym, wyrazistym aromatem i dobrze nadaje się do starzenia. Przeważają wina słodkie, typu tokaja aszú. Porażonych pleśnią jagód używa się również do dosładzania zwykłych owoców. Wytrawne wina tokajskie z furmint są aromatyczne i bogate w nuty mineralne i cytrusowe, produkowane na wzór win z chardonnay. Cienkie skórki sprzyjają porażeniu szlachetną pleśnią. Obok hárslevelű uważany za jedną z najlepszych rodzimych odmian węgierskich. W trakcie selekcji preferuje się klony o mniejszych gronach, które wykazują wyższą koncentrację aromatów.

## Rozpowszechnienie

### Węgry
Furmint jest powszechnie kojarzony z winami tokajskimi; w tokajskim regionie winiarskim zajmuje 70% winnic. Na 4006 ha winnic na Węgrzech w 2006 aż 97% przypadało na okolice Tokaju. Poza Tokajem jest uprawiany w okolicach Peczu oraz jako podstawowa odmiana w regionie Somló. Wina są często kupażowane z bardziej aromatyczną odmianą hárslevelű, rzadziej z muscat blanc à petit grains, znanym na Węgrzech jako sárga muskotály i swoim potomkiem, zétą.

### Austria
Szczep jest uprawiany w Austrii, ale na niewielką skalę. Produkuje się z niego wina wytrawne, dość pełne i pełne, dobrze udaje się w Burgenlandzie. Uprawy są niewielkie: w Burgenlandzie w 2009 było ledwie 8 ha, a drugie tyle wokół Jeziora Nezyderskiego (Neusiedler See) – 2,62 ha. Rokowania są dobre i przypuszczalnie obszar obsadzony furmintem będzie rósł. W innych regionach szczep nie jest objęty statystykami.

### Inne kraje europejskie
Furmint jest uprawiany również po słowackiej stronie tokajskich wzgórz (region Tokajská). Styl win jest podobny do węgierskiego, choć bardziej stonowany.
W Słowenii szczep jest znany pod nazwą šipon. Jest ważną odmianą w regionie Podrawie. Winiarze produkują wytrawne wina, a w lepszych latach słodsze. Uprawy sięgały w 2009 roku 694 ha.
W nadbrzeżnej części Chorwacji używa się synonimu pošip albo moslavac. Wina przeważnie są wytrawne i kupażowane z kilku odmian.

### Pozostałe
Do Australii szczep sprowadził prawdopodobnie James Busby w 1832, ale jest rzadko spotykany, przeważnie jako intruz w winnicach.
Z furminta produkuje się na niewielką skalę wina w tokajskim stylu w Republice Południowej Afryki.
Potencjał odmiany jest wysoki i można przypuszczać, że eksperymentalne uprawy pojawią się w kolejnych krajach.